# آشوت یغیازاریان
آشوت یرمی یغیازاریان (ارمنی: Աշոտ Երեմի Եղիազարյան؛ ۱۶ ژوئن ۱۹۴۳ – ۲۶ دسامبر ۲۰۱۶) یک دیپلمات و سیاست‌مدار اهل ارمنستان بود. وی بین سال‌های ۲۰۱۰ تا ۲۰۱۴ سفیر فوق‌العاده و تام‌الاختیار جمهوری ارمنستان در برزیل بود. یغیازاریان در سال ۱۹۹۱ کفالت وزارت امور خارجه ارمنستان را نیز برعهده داشت.

## زندگی‌نامه
وی در ۱۶ ژوئن ۱۹۴۳ در ایروان به دنیا آمد و از دانشکده زبان‌شناسی، زبان و ادبیات دانشگاه دولتی ایروان فارغ‌التحصیل گشت. وی به زبان‌های روسی انگلیسی پرتغال و اسپانیایی تسلط داشت. یغیازاریان متأهل و صاحب یک دختر بود. وی در ۲۶ دسامبر ۲۰۱۶ در سن ۷۳ سالگی در ایروان درگذشت.

## یادداشت
1. ↑  Արտաքին գործերի նախարարի պաշտոնակատար